# Anopliomorpha rinconium
Anopliomorpha rinconium är en skalbaggsart som först beskrevs av Thomas Casey 1924.  Anopliomorpha rinconium ingår i släktet Anopliomorpha och familjen långhorningar. Inga underarter finns listade i Catalogue of Life.